# Gozdna železnica na planini Mija
Gozdna železnica na planini Mija je bila prometna pot za prevoz lesa  izpod pobočij planine Mija do gozdne žičnice na planini Globočanac (it. Colle Clabociana) nad naseljem Podbela v občini Kobarid.
Po končani prvi svetovni vojni je italijansko privatno podjetje v okolici Štupice (it. Stupizza) začelo izkoriščati gozdove. Zato je v letih 1923 do 1925 postavilo več gozdnih žičnic. Ena od njih je potekala iz doline Pradol nad Štupico proti planini Globočanac (883 mnm), pod planino Mija, ki z 1237 mnm visokim vrhom danes stoji na državni meji med Slovenijo in Italijo. 
Pod Globočancem je bila zgornja postaja žičnice in prekladalna ploščad. Tu se je pričela gozdna železnica, ki je tekla proti severuvzhodu po današnjem slovenskem ozemlju v pobočje Mije. Proga je bila dolga okoli 3,5 km in je potekala po težavnem kraškem terenu z vrsto suhozidnih kamnitih nasipov in opornih zidov. Podrobnejši tehnični podatki o sami progi so žal izgubljeni, vendar g. Brate v knjigi Gozdne železnice na Slovenskem predvideva, da je bila tirna širina 60 cm. Delavci so tovorne vagončke ročno porivali v gozd, od koder so se naloženi samotežno vračali do žičnice, saj je imela proga enakomeren padec. Še pred drugo svetovno vojno so bili gozdovi pod Mijo posekani, zato so progo opustili, tirnice pa pustili ležati v gozdu.